# Comprenhac (Avairon)
Comprenhac (en francès Comprégnac) és un municipi francès situat al departament de l'Avairon i a la regió d'Occitània.

## Demografia
| 1962                                       | 1968 | 1975 | 1982 | 1990 | 1999 | 2006 |
| ------------------------------------------ | ---- | ---- | ---- | ---- | ---- | ---- |
| 106                                        | 141  | 114  | 133  | 178  | 215  | 245  |
| Des de 1962: població sense dobles comptes |      |      |      |      |      |      |

## Administració
| Període   | Identitat        | Partit |
| --------- | ---------------- | ------ |
| 2001-2008 | Roger Lafon      |        |
| 2008-     | Jean-Paul Hatsch |        |